# متنق
متنق یکی از روستاهای استان آذربایجان شرقی است که در دهستان شبلی بخش مرکزی شهرستان بستان‌آباد واقع شده‌است.این روستا ۴۹۸ نفر جمعیت دارد. منبع درآمد روستاییان از فرآورده های دامی میباشد. لبنیات تولید شده در این روستا از بهترین کیفیت و طعم برخوردار است. روستای متنق یکی از قطب های تولید پنیر در دنیا می باشد.از مناطق تفریحی و گردشگری این دهستان میتوان به غار وَهَر، قوچ گلی(گوش‌گلی) و پیست اسکی سهند اشاره کرد. این روستا یکی از بهترین گزینه های سفر برای علاقمندان به کوهنوردی میباشد زیرا بلند ترین کوه های استان آذربایجان شرقی در این روستا واقع شده است از جمله کوه های معروف این روستا میتوان به کوه کمال، کوه موتال و کوه زیبای سهند اشاره کرد. لازم به ذکر است.سالیانه روستای متنق میزبان تور دوچرخه سواری آذربایجان میباشد.